# Escadron d'hélicoptères 1/65 Alpilles
L'escadron d'hélicoptères 1/65 Alpilles est une unité volante de l'armée de l'air stationnée sur la base aérienne 115 Orange-Caritat , dans le département du Vaucluse.
Auparavant dénommé Escadron d'hélicoptères 5/67, il devient 1/65 à la reprise des traditions de la 65e Escadre d'Hélicoptères à partir du 4 mai 2022.

## Historique

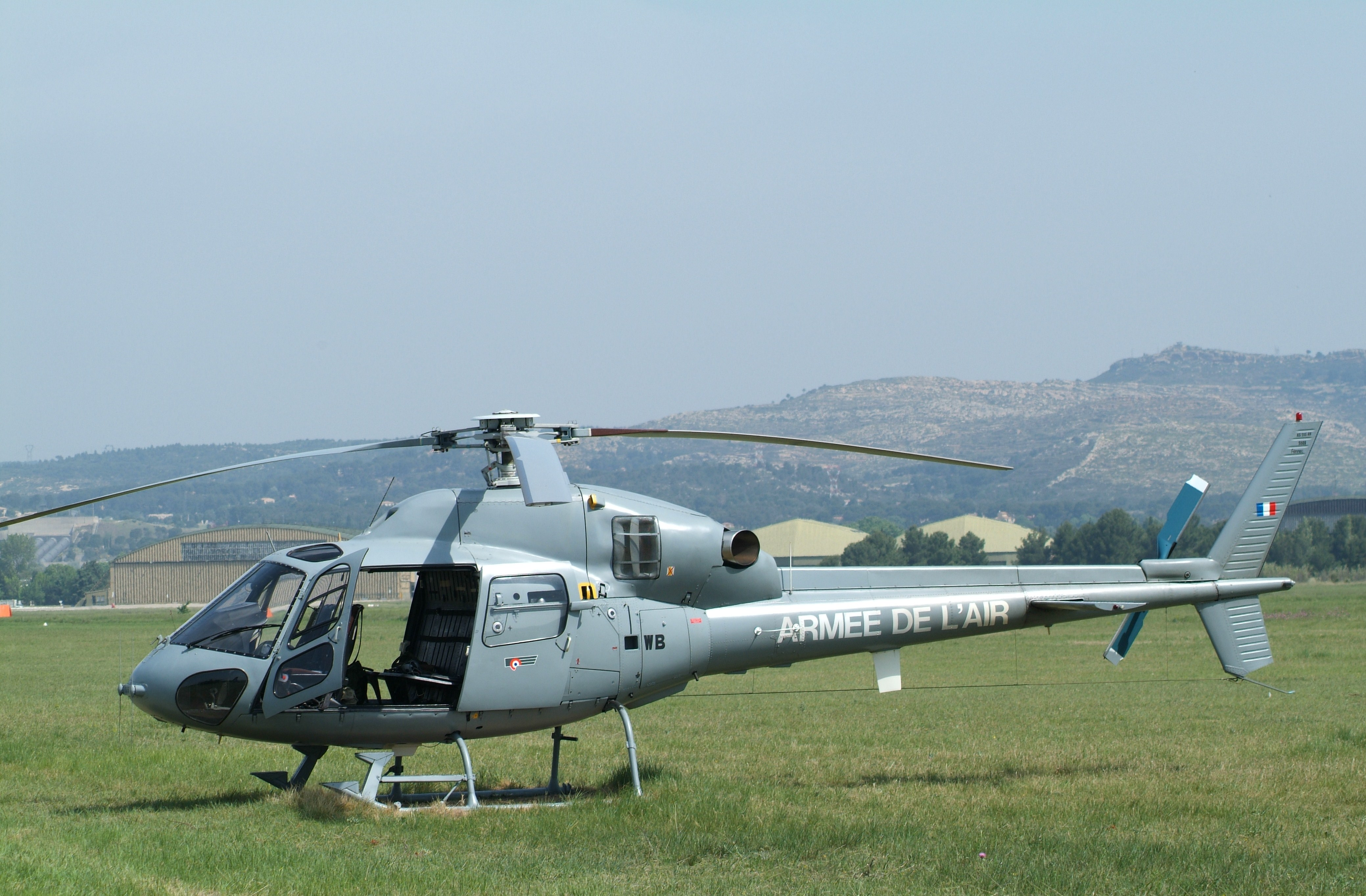
AS555AN du 5/67

L'escadron d'hélicoptères Alpilles n'existe en tant que tel que depuis le 1er mai 1975, mais il fait suite au détachement permanent d'hélicoptères que l'EH 02.068 Maurienne, basé à Chambéry/Le Bourget-du-Lac, armait sur la base aérienne 125 de Istres depuis 1964 avec des Alouette II et des Sikorsky H-34. En 1975, l'EH 02.068 est dissout et ses deux composantes deviennent respectivement le Centre d'instruction des équipages d'hélicoptères 00.341 Maurienne, qui reste à Chambéry, et l'EH 05.067 qui prend à Istres le nom de baptême "Alpilles".
En cette même année, les Puma commencent à remplacer les H34, tandis que des Alouette III viennent renforcer le parc d'hélicoptères légers. À l'instar de l'EH 01.067 Pyrénées de Cazaux, l'Alpilles est spécialisé dans la tenue d'alerte SAR OACI pour la zone sud-est, il épaule le Centre d'essais de la Méditerranée situé sur l'île du Levant, et il apporte un soutien logistique global à la quatrième région aérienne dont l'état-major siège sur la base aérienne 114 d'Aix-les-Milles. Pendant de nombreuses années, les deux EH "du sud" (Pyrénées et Alpilles) auront un fonctionnement très similaire.
En 1982, l'unité déménage vers le site de la base aérienne 114 tout en conservant l'intégralité de ses missions. Elle se voir confier par le COTAM la mission de suivi de l'utilisation opérationnelle des sauveteurs-plongeurs de l'armée de l'air.
En 1990, les Alouette sont progressivement retirées de l'unité au profit du tout nouveau AS 555 AN Fennec. L'escadron est doté à son tour du nouveau Puma modifié SAR capable d'effectuer des récupérations de nuit en mer. Malgré cette capacité nouvelle, le "palmarès" de l'unité en mission de secours est traditionnellement plutôt orienté vers la SATER (Sauvetage aérien terrestre) notamment en zones inondables (plans ORSEC du Gard et de la Camargue, drame de Vaison-la-Romaine en 1992) et en haute montagne (nombreuses recherches de planeurs, d'avions légers et d'ULM). Des photos du Super Puma de l'escadron treuillant au-dessus de villages inondés feront la couverture (1999, numéro 2533) puis une double page (2002, numéro 2782) dans l'hebdomadaire Paris Match.
En février 1992, l'unité prend une part prépondérante au soutien militaire des Jeux olympiques d'Albertville dont le site est sous la compétence territoriale de la région aérienne Méditerranée, qui a succédé l'année précédente à la 4e région aérienne. À cette occasion, un détachement d'hélicoptères est installé dans les anciens locaux du CIEH au Bourget-du-lac.
En 1993, deux nouvelles missions sont confiées à l'unité : Les Mesures actives de sûreté aérienne (MASA) en Fennec, et la mise sur pied d'une escadrille dédiée au tout nouveau Commandement des opérations spéciales (COS). Pour armer cette dernière, l'escadron est doté d'un Super Puma transféré de l'ETOM 00.082 (Polynésie). Il perdra ensuite ces deux missions, la MASA au profit de l'EH 03.067 Parisis (en 1996) et l'escadrille spéciale d'hélicoptères au profit de l'EH 01.067 Pyrénées (en 1998). Il conserve toutefois le Super Puma.
En 2001, à la fermeture annoncée de la base aérienne 114 et dissolution de la région aérienne Méditerranée, l'escadron déménage de nouveau et retrouve la base aérienne 125 d'Istres au sein de locaux tout neufs construits pour l'occasion.
Le 29 janvier 2004, un Fennec de l'unité est accidenté sur la zone d'entraînement de Roquefavour. Trois pilotes y périssent.
À partir de l'été 2004, les missions de l'unité sont redéfinies: les MASA reviennent au premier plan après les événements de septembre 2001 et l'escadron doit mettre sur pied une alerte permanente avec délais de décollage réduits. D'autre part, l'alerte SAR sera tenue progressivement en Super-Puma, un deuxième appareil venant renforcer l'Alpilles, et les deux étant tour à tour dotés de la capacité SAR de nuit.
Le dernier Puma de l'unité est alors transféré à l'EH 01.067 de Cazaux.
À l'été 2008, les Super-Puma et la mission d'alerte SAR sont transférés à l'EH 06.067 de Solenzara. Dotée de ses seuls Fennec, l'unité est désormais entièrement tournée vers les MASA.
Fin août 2011, l'escadron est transféré sur la base aérienne 115 Orange-Caritat avec deux autres unités dont le Centre d'instruction des équipages d'hélicoptères 00.341 Maurienne regroupant un total d'une vingtaine de Fennec.

## Bases
- Base aérienne 125 Istres-Le Tubé de 1975 à 1982
- Base aérienne 114 Aix-Les-Milles de 1982 à 2001
- Base aérienne 125 Istres-Le Tubé de 2001 à 2011
- Base aérienne 115 Orange-Caritat depuis 2011

## Appareils
- Sikorsky H-34 (1975)
- Alouette II  (1975-1990)
- Alouette III (1975-1993)
- Puma         (1975-2006)
- Fennec       (1990- en cours)
- Super Puma   (1993-2008)